# Pierre-Antoine Cousteau
Pierre-Antoine Cousteau (Saint-André-de-Cubzac, 18 de marzo de 1906-París, 17 de diciembre de 1958) fue un periodista, publicista y escritor francés, hermano del oceanógrafo Jacques-Yves Cousteau.

## Biografía
Nacido en Saint-André-de-Cubzac el 18 de marzo de 1906, era hermano del oceanógrafo Jacques-Yves Cousteau. Después de vivir en Estados Unidos en la década de 1920, terminaría volviendo a Francia, tras perder su trabajo y hallarse en serios problemas económicos.
Fue un defensor de posturas antiestadounidenses y antisemitas; a comienzos de la década de 1930 terminaría inclinándose hacia la extrema derecha. Colaboró en publicaciones como Je suis partout y Rivarol, además de ser autor de L'Amérique juive (1942), considerada una obra fundamental del antiamericanismo francés, en la que llegó a considerar al Ku Klux Klan el «defensor de los verdaderos valores americanos». Cousteau también sostuvo en sus escritos una conspiración judía detrás de los movimientos comunistas. Después de la liberación de Francia por parte de los Aliados, durante la Segunda Guerra Mundial, fue condenado a muerte in absentia en el juicio a los colaboradores de la publicación colaboracionista Je suis partout, en 1945, que supuso la ejecución de Robert Brasillach, pero la pena le sería conmutada a trabajos forzados en primera instancia y finalmente sería amnistiado.
En sus últimos años cayó enfermo, logrando el apoyo del director Louis Malle, que ofreció donaciones de su propia sangre para el tratamiento de Cousteau; este terminaría falleciendo sin embargo en diciembre de 1958, en París, el día 17.